# Frédéric Beigbeder
Frédéric Beigbeder (fr. fʀedeʀik bɛgbede; ur. 21 września 1965 w Neuilly-sur-Seine) – francuski pisarz, autor reklam, prezenter telewizyjny, w latach 2003-2006 kierownik literacki wydawnictwa Flammarion. W 2009 roku za powieść Un roman français otrzymał nagrodę Renaudot (drugą ważną francuską nagrodę literacką po Prix Goncourt).

## Dzieła
Powieści
- 1990 Mémoire d'un jeune homme dérangé, Table Ronde
- 1994 Vacances dans le coma, Grasset
- 1997 L'amour dure trois ans, Grasset
- 2000 29,99 (99 francs (14,99 euro) (6.20 euro)), Grasset
- 2003 Windows on the world, Grasset
- 2005 L'égoïste romantique, Grasset
- 2007 Au secours, pardon !, Grasset
- 2009 Francuska powieść (Un roman français), Grasset
- 2014 Ooona&Salinger, Grasset

Nowele
- 1999 Nouvelles sous Ecstasy

Eseje 
- 2001 Dernier inventaire avant liquidation, Grasset
- 2004 Je crois Moi non plus : Dialogue entre un évêque et un mécréant, rozmowa z biskupem Jean-Michelem di Falco, Calmann-Levy

 Komiksy
- 2002 Rester Normal, Dargaud
- 2004 Rester Normal à Saint-Tropez, Dargaud

## Kariera aktorska
- 1999 Les Infortunes de la beauté jako Luc
- 2002 Restauratec jako Kasjerka
- 2005 Imposture
- 2005 Tu vas rire mais je te quitte jako Montażysta Varenne
- 2006 Comme t'y es belle! jako Ivan
- 2006 14,99 Euros jako Narrator